# Temporada 2019 del Campeonato Mundial de Rally
La temporada 2019 fue la edición 47.ª del Campeonato Mundial de Rally. Comenzó el 22 de enero en el Rally de Montecarlo y finalizó el 17 de noviembre en el Rally de Australia. El calendario constaba inicialmente de catorce pruebas, entre las que destacó la entrada del Rally de Chile, por primera vez en la historia.
Sébastien Ogier fue el defensor del título de pilotos que regresó en esta temporada a Citroën equipo con el que había corrido por última vez en el año 2011. Toyota fue la defensora en el campeonato de constructores.

## Calendario
El calendario contaba inicialmente con catorce citas que finalmente se quedaron en trece tras la cancelación del Rally de Australia. El Rally de Chile entró por primera vez en el calendario, dejando fuera al Rally de Japón, prueba que intentó regresar al certamen sin éxito.
| Ronda | Fecha            | Fecha            | Rally                                     | Superficie |
| Ronda | Inicio           | Final            | Rally                                     | Superficie |
| ----- | ---------------- | ---------------- | ----------------------------------------- | ---------- |
| 1     | 22 de enero      | 27 de enero      | 87ème Rallye Automobile Monte-Carlo       | Mixto      |
| 2     | 14 de febrero    | 17 de febrero    | 67th Rally Sweden                         | Nieve      |
| 3     | 7 de marzo       | 10 de marzo      | 33.º Rally Guanajuato México              | Tierra     |
| 4     | 28 de marzo      | 30 de marzo      | 62ème Tour de Corse – Rallye de France    | Asfalto    |
| 5     | 25 de abril      | 28 de abril      | 39.º Rally Argentina                      | Tierra     |
| 6     | 9 de mayo        | 12 de mayo       | 1.º Rally de Chile                        | Tierra     |
| 7     | 30 de mayo       | 2 de junio       | 53.º Rally de Portugal                    | Tierra     |
| 8     | 13 de junio      | 16 de junio      | 16.º Rally d'Italia Sardegna              | Tierra     |
| 9     | 1 de agosto      | 4 de agosto      | 69th Rally Finland                        | Tierra     |
| 10    | 22 de agosto     | 25 de agosto     | 37.º ADAC Rallye Deutschland              | Asfalto    |
| 11    | 12 de septiembre | 15 de septiembre | 12th Rally of Turkey                      | Tierra     |
| 12    | 3 de octubre     | 6 de octubre     | 75rd Wales Rally GB                       | Tierra     |
| 13    | 24 de octubre    | 27 de octubre    | 55.º Rally RACC Catalunya – Costa Daurada | Mixto      |
| 14    | 14 de noviembre  | 17 de noviembre  | 28th Rally Australia                      | Tierra     |

## Cambios y novedades
- Los pilotos con prioridad 1 podían escoger un dorsal excepto el número 1 que era para el campeón, fijo a lo largo de la temporada, sistema similar empleado en la Fórmula 1.
- Se redujeron los días de test permitidos de 55 a 42.
- Se redujo el número de kilómetros de tramos cronometrados en cada prueba de 500 a 350.
- El campeonato WRC 3 se eliminó y se creó el WRC 2 Pro destinado a equipos constructores que participasen con modelos de la categoría R5.[3]

## Equipos y pilotos
- Sebastien Ogier salió de Ford y regresó a Citroën después de siete temporadas. Esapekka Lappi abandonó Toyota y para formar pareja con Ogier.
- Kris Meeke, que había sido despedido de Citroën a media temporada en 2018 fichó por Toyota.
- Sébastien Loeb fichó por Hyundai donde disputó seis pruebas.

| Constructor                                      | Equipos                                       | Automóvil                                     | Automóvil                                     | Pilotos                                       | Copiloto                                      | Rondas                                        |
| Registrados en el campeonato de constructores    | Registrados en el campeonato de constructores | Registrados en el campeonato de constructores | Registrados en el campeonato de constructores | Registrados en el campeonato de constructores | Registrados en el campeonato de constructores | Registrados en el campeonato de constructores |
| ------------------------------------------------ | --------------------------------------------- | --------------------------------------------- | --------------------------------------------- | --------------------------------------------- | --------------------------------------------- | --------------------------------------------- |
| Citroën                                          | Citroën Total World Rally Team                | Citroën C3 WRC                                | 1                                             | Sébastien Ogier                               | Julien Ingrassia                              | 1-13                                          |
| Citroën                                          | Citroën Total World Rally Team                | Citroën C3 WRC                                | 4                                             | Esapekka Lappi                                | Janne Ferm                                    | 1-13                                          |
| Ford                                             | M-Sport Ford World Rally Team                 | Ford Fiesta WRC                               | 3                                             | Teemu Suninen                                 | Marko Salminen                                | 1-7                                           |
| Ford                                             | M-Sport Ford World Rally Team                 | Ford Fiesta WRC                               | 3                                             | Teemu Suninen                                 | Jarmo Lehtinen                                | 8-13                                          |
| Ford                                             | M-Sport Ford World Rally Team                 | Ford Fiesta WRC                               | 7                                             | Pontus Tidemand                               | Ola Fl∅ene                                    | 1-2, 11-12                                    |
| Ford                                             | M-Sport Ford World Rally Team                 | Ford Fiesta WRC                               | 33                                            | Elfyn Evans                                   | Scott Martin                                  | 1-8, 13                                       |
| Ford                                             | M-Sport Ford World Rally Team                 | Ford Fiesta WRC                               | 44                                            | Gus Greensmith                                | Elliot Edmondson                              | 7, 9-10                                       |
| Hyundai                                          | Hyundai Shell Mobis WRT                       | Hyundai i20 Coupe WRC                         | 11                                            | Thierry Neuville                              | Nicolas Gilsoul                               | 1-13                                          |
| Hyundai                                          | Hyundai Shell Mobis WRT                       | Hyundai i20 Coupe WRC                         | 89                                            | Andreas Mikkelsen                             | Anders Jaeger                                 | 1-3,5-6, 8-12                                 |
| Hyundai                                          | Hyundai Shell Mobis WRT                       | Hyundai i20 Coupe WRC                         | 6                                             | Dani Sordo                                    | Carlos del Barrio                             | 3-5, 7-8, 10-11, 13                           |
| Hyundai                                          | Hyundai Shell Mobis WRT                       | Hyundai i20 Coupe WRC                         | 19                                            | Sébastien Loeb                                | Daniel Elena                                  | 1-2,4,6-7, 13                                 |
| Toyota                                           | Toyota Gazoo Racing WRT                       | Toyota Yaris WRC                              | 10                                            | Jari-Matti Latvala                            | Miikka Anttila                                | 1-13                                          |
| Toyota                                           | Toyota Gazoo Racing WRT                       | Toyota Yaris WRC                              | 8                                             | Ott Tänak                                     | Martin Järveoja                               | 1-13                                          |
| Toyota                                           | Toyota Gazoo Racing WRT                       | Toyota Yaris WRC                              | 5                                             | Kris Meeke                                    | Seb Marshall                                  | 1-13                                          |
| No registrados en el campeonato de constructores |                                               |                                               |                                               |                                               |                                               |                                               |
| Ford                                             | M-Sport                                       | Ford Fiesta R5                                | 34                                            | Gus Greensmith                                | Elliott Edmondson                             | 1-2, 5-6, 8, 11-13                            |
| Ford                                             | M-Sport                                       | Ford Fiesta WRC                               | 37                                            | Lorenzo Bertelli                              | Simone Scattolin                              | 2, 6                                          |
| Ford                                             | Janne Tuohino                                 | Ford Fiesta WRC                               | 92                                            | Janne Tuohino                                 | Mikko Markkula                                | 2                                             |
| Ford                                             | Martin Prokop                                 | Ford Fiesta RS WRC                            | 26                                            | Martin Prokop                                 | Jan Tománek                                   | 8                                             |
| Ford                                             | Armando Pereira                               | Ford Fiesta RS WRC                            | 41                                            | Armando Pereira                               | Rémi Tutélaire                                | 4                                             |
| Ford                                             | Alain Vauthier                                | Ford Fiesta RS WRC                            |                                               | Alain Vauthier                                | Gilbert Dini                                  | 4                                             |
| Citroën                                          | Citroën Total                                 | Citroën C3 R5                                 |                                               | Yoann Bonato                                  | Benjamin Boulloud                             | 1,4                                           |
| Citroën                                          | Mauro Miele                                   | Citroën DS3 WRC                               | 20                                            | Mauro Miele                                   | Mauro Miele                                   | 1                                             |
| Citroën                                          | Jean-Charles Beaubelique                      | Citroën DS3 WRC                               | 40                                            | Jean-Charles Beaubelique                      | Julien Pesenti                                | 4                                             |
| Citroën                                          | Robert Simonetti                              | Citroën DS3 WRC                               | 43                                            | Robert Simonetti                              | Célia Simonetti                               | 4                                             |
| Toyota                                           | GRX Team                                      | Toyota Yaris WRC                              | 68                                            | Marcus Grönholm                               | Timo Rautiainen                               | 2                                             |
| Toyota                                           | Tommi Mäkinen Racing                          | Toyota Yaris WRC                              | 69                                            | Juho Hänninen                                 | Tomi Tuominen                                 | 8                                             |
| Toyota                                           | Tommi Mäkinen Racing                          | Toyota Yaris WRC                              | 17                                            | Takamoto Katsuta                              | Daniel Barrit                                 | 10,12                                         |
| Ford                                             | Tommi Mäkinen Racing                          | Ford Fiesta R5                                | 17                                            | Takamoto Katsuta                              | Daniel Barrit                                 | 1-2,5-9,11                                    |

## Resultados y estadísticas

### Resultados de rallys
| Ronda | Evento                                    | Piloto ganador   | Copiloto ganador  | Equipo ganador          | Tiempo    | Resultados |
| ----- | ----------------------------------------- | ---------------- | ----------------- | ----------------------- | --------- | ---------- |
| 1.    | 87ème Rallye Automobile Monte-Carlo       | Sébastien Ogier  | Julien Ingrassia  | Citroën Total WRT       | 3:21:15.9 | Resultados |
| 2.    | 67th Rally Sweden                         | Ott Tänak        | Martin Järveoja   | Toyota Gazoo Racing WRT | 2:47:30.0 | Resultados |
| 3.    | 33.º Rally Guanajuato México              | Sébastien Ogier  | Julien Ingrassia  | Citroën Total WRT       | 3:37:08.0 | Resultados |
| 4.    | 62ème Tour de Corse – Rallye de France    | Thierry Neuville | Nicolas Gilsoul   | Hyundai Shell Mobis WRT | 3:22:59.0 | Resultados |
| 5.    | 39.º Rally Argentina                      | Thierry Neuville | Nicolas Gilsoul   | Hyundai Shell Mobis WRT | 3:20:54.6 | Resultados |
| 6.    | 1º Rally de Chile                         | Ott Tänak        | Martin Järveoja   | Toyota Gazoo Racing WRT | 3:15:53.8 | Resultados |
| 7.    | 53.º Rally de Portugal                    | Ott Tänak        | Martin Järveoja   | Toyota Gazoo Racing WRT | 3:20:22.8 | Resultados |
| 8.    | 16.º Rally d'Italia Sardegna              | Dani Sordo       | Carlos del Barrio | Hyundai Shell Mobis WRT | 3:32:27.2 | Resultados |
| 9.    | 69th Rally Finland                        | Ott Tänak        | Martin Järveoja   | Toyota Gazoo Racing WRT | 2:30:40.3 | Resultados |
| 10.   | 37.º ADAC Rallye Deutschland              | Ott Tänak        | Martin Järveoja   | Toyota Gazoo Racing WRT | 3:15:29.8 | Resultados |
| 11.   | 12th Rally of Turkey                      | Sébastien Ogier  | Julien Ingrassia  | Citroën Total WRT       | 3:50:12.1 | Resultados |
| 12.   | 75rd Wales Rally GB                       | Ott Tänak        | Martin Järveoja   | Toyota Gazoo Racing WRT | 3:00:58.0 | Resultados |
| 13.   | 55.º Rally RACC Catalunya – Costa Daurada | Thierry Neuville | Nicolas Gilsoul   | Hyundai Shell Mobis WRT | 3:07:39.6 | Resultados |
| 14.   | 28th Rally Australia                      | Cancelado        | Cancelado         | Cancelado               | Cancelado | Cancelado  |

### Campeonato Mundial de Rally de la FIA de pilotos
Se otorgaron puntos a los diez primeros clasificados. También hubo cinco puntos de bonificación al ganador de la Power Stage, cuatro puntos para el segundo lugar, tres para el tercero, dos para el cuarto y uno para el quinto.
| Posición    | 1º | 2º | 3º | 4º | 5º | 6º | 7º | 8º | 9º | 10º |
| Puntos      | 25 | 18 | 15 | 12 | 10 | 8  | 6  | 4  | 2  | 1   |
| Power stage | 5  | 4  | 3  | 2  | 1  |    |    |    |    |     |

| Pos. | Piloto                  |    | MON | SWE | MEX | FRA | ARG | CHI | POR | ITA | FIN | GER | TUR | GBR | CAT | AUS | Puntos |
| ---- | ----------------------- | -- | --- | --- | --- | --- | --- | --- | --- | --- | --- | --- | --- | --- | --- | --- | ------ |
| 1    | Ott Tänak               | 8  | 34  | 1   | 2   | 62  | 85  | 1   | 13  | 5   | 1   | 1   | 161 | 1   | 21  | C   | 263    |
| 2    | Thierry Neuville        | 11 | 23  | 32  | 43  | 14  | 13  | Ret | 2   | 63  | 62  | 41  | 82  | 25  | 13  | C   | 227    |
| 3    | Sébastien Ogier         | 1  | 12  | 294 | 1   | 25  | 31  | 2   | 31  | 412 | 54  | 75  | 13  | 32  | 85  | C   | 217    |
| 4    | Andreas Mikkelsen       | 89 | Ret | 4   | Ret |     | 2   | 7   |     | 31  | 43  | 6   | 3   | 6   |     | C   | 102    |
| 5    | Elfyn Evans             | 33 | Ret | 53  | 3   | 3   | Ret | 4   | 5   | 45  | WD  |     | WD  | 54  | 62  | C   | 102    |
| 6    | Kris Meeke              | 5  | 61  | 6   | 52  | 91  | 4   | 105 | Ret | 8   | Ret | 24  | 7   | 4   | 29  | C   | 98     |
| 7    | Jari-Matti Latvala      | 10 | 5   | 21  | 8   | 10  | 52  | 113 | 7   | 194 | 35  | 3   | 64  | Ret | 5   | C   | 94     |
| 8    | Dani Sordo              | 6  |     |     | 94  | 4   | 64  |     | 235 | 1   |     | 5   | 5   |     | 34  | C   | 89     |
| 9    | Teemu Suninen           | 3  | 115 | 23  | Ret | 53  | 7   | 5   | 4   | 2   | 8   | 292 | 45  | Ret | 7   | C   | 89     |
| 10   | Esapekka Lappi          | 4  | Ret | 25  | 135 | 7   | Ret | 6   | Ret | 7   | 2   | 8   | 2   | 273 | Ret | C   | 83     |
| 11   | Sébastien Loeb          | 19 | 4   | 7   |     | 8   |     | 34  | Ret |     |     |     |     |     | 4   | C   | 51     |
| 12   | Kalle Rovanperä         |    | 18  | 18  |     | Ret |     | 8   | 6   | 9   | 9   | 16  | 18  | 9   | 12  | C   | 18     |
| 13   | Pontus Tidemand         | 7  | 20  | 8   |     |     |     |     |     |     |     | WD  | 9   | 7   |     | C   | 12     |
| 14   | Craig Breen             | 42 |     |     |     |     |     |     |     |     | 7   |     |     | 8   |     | C   | 10     |
| 15   | Gus Greensmith          | 44 | 7   | 19  |     |     | 15  | 12  | Ret | 42  | Ret | 9   | 10  | 33  | 15  | C   | 9      |
| 16   | Benito Guerra           |    |     |     | 6   |     | 12  | 16  | 14  |     |     |     |     | 20  | Ret | C   | 8      |
| 17   | Marco Bulacia Wilkinson |    |     |     | 7   |     | Ret | 15  |     | 14  |     |     | 13  | 15  | Ret | C   | 6      |
| 18   | Mads Østberg            |    |     | 11  |     |     | 9   | 9   | 24  | 18  |     | 17  |     | 45  | 9   | C   | 6      |
| 19   | Jan Kopecký             |    |     |     |     |     |     |     | 8   | 10  |     | 11  | 11  | 18  | 11  | C   | 5      |
| 20   | Yoann Bonato            |    | 8   |     |     | 49  |     |     |     |     |     |     |     |     |     | C   | 4      |
| 21   | Pierre-Louis Loubet     |    |     |     |     | 44  |     |     | 9   | 11  | 14  |     |     | 12  | 17  | C   | 2      |
| 22   | Ole Christian Veiby     |    | 12  | 9   |     | Ret |     |     | Ret | 20  |     |     |     | 35  | 16  | C   | 2      |
| 23   | Stéphane Sarrazin       |    | 9   |     |     |     |     |     |     |     |     | Ret |     |     |     | C   | 2      |
| 24   | Nikolay Gryazin         |    |     | 15  |     | 12  |     |     | 13  | Ret | 10  | 20  | WD  | 13  | 23  | C   | 1      |
| 25   | Takamoto Katsuta        | 17 | 13  | Ret |     | 14  | 16  | 14  | 21  | Ret | Ret | 10  |     | 14  | 39  | C   | 1      |
| 26   | Eric Camilli            |    |     |     |     | Ret |     |     |     |     | 13  | 15  |     |     | 10  | C   | 1      |
| 27   | Emil Bergkvist          |    |     | 14  |     |     |     |     | 10  | WD  |     |     |     |     |     | C   | 1      |
| 28   | Adrien Fourmaux         |    | 10  | 45  |     | 30  |     |     |     | 36  | 23  | 23  |     | 16  | 32  | C   | 1      |
| 29   | Pedro Heller            |    |     |     | Ret |     | 10  | 28  |     |     |     |     |     |     |     | C   | 1      |
| 30   | Janne Tuohino           |    |     | 10  |     |     |     |     |     |     |     |     |     |     |     | C   | 1      |
| 31   | Ricardo Triviño         |    |     |     | 10  |     |     |     |     |     |     |     |     |     |     | C   | 1      |
| 32   | Petter Solberg          |    |     |     |     |     |     |     |     |     |     |     |     | 10  |     | C   | 1      |
| Pos. | Piloto                  |    | MON | SWE | MEX | FRA | ARG | CHI | POR | ITA | FIN | GER | TUR | GBR | CAT | AUS | Puntos |

| Color     | Resultado                                              |
| Oro       | Ganador                                                |
| Plata     | 2ª plaza                                               |
| Bronce    | 3ª plaza                                               |
| Verde     | Finalizó, en los puntos                                |
| Azul      | Finalizó, sin puntos                                   |
| Violeta   | No terminó (Ret)                                       |
| Negro     | Descalificado (DES)                                    |
| Blanco    | No empezó (DNS)                                        |
| Blanco    | Excluido (EX)                                          |
| Blanco    | Lesionado (LES)                                        |
| Sin color | No participó                                           |
| x1        | Indica posición de la Power stage                      |
| (x)       | Entre paréntesis, puntos no computables para el total. |

### Campeonato Mundial de Rally de la FIA de copilotos
| Pos. | Copiloto               | MON | SWE | MEX | FRA | ARG | CHI | POR | ITA | FIN | GER | TUR | GBR | CAT | AUS | Puntos |
| ---- | ---------------------- | --- | --- | --- | --- | --- | --- | --- | --- | --- | --- | --- | --- | --- | --- | ------ |
| 1    | Martin Järveoja        | 34  | 1   | 2   | 62  | 85  | 1   | 13  | 5   | 1   | 1   | 161 | 1   | 21  | C   | 263    |
| 2    | Nicolas Gilsoul        | 23  | 32  | 43  | 14  | 13  | Ret | 2   | 63  | 62  | 41  | 82  | 25  | 13  | C   | 227    |
| 3    | Julien Ingrassia       | 12  | 294 | 1   | 25  | 31  | 2   | 31  | 412 | 54  | 75  | 13  | 32  | 85  | C   | 217    |
| 4    | Anders Jæger-Amland    | Ret | 4   | Ret |     | 2   | 7   |     | 31  | 43  | 6   | 3   | 6   |     | C   | 102    |
| 5    | Scott Martin           | Ret | 53  | 3   | 3   | Ret | 4   | 5   | 45  | WD  |     | WD  | 54  | 62  | C   | 102    |
| 6    | Sebastian Marshall     | 61  | 6   | 52  | 91  | 4   | 105 | Ret | 8   | Ret | 24  | 7   | 4   | 29  | C   | 98     |
| 7    | Miikka Anttila         | 5   | 21  | 8   | 10  | 52  | 113 | 7   | 194 | 35  | 3   | 64  | Ret | 5   | C   | 94     |
| 8    | Carlos del Barrio      |     |     | 94  | 4   | 64  |     | 235 | 1   |     | 5   | 5   |     | 34  | C   | 89     |
| 9    | Janne Ferm             | Ret | 25  | 135 | 7   | Ret | 6   | Ret | 7   | 2   | 8   | 2   | 273 | Ret | C   | 83     |
| 10   | Daniel Elena           | 4   | 7   |     | 8   |     | 34  | Ret |     |     |     |     |     | 4   | C   | 51     |
| 11   | Jarmo Lehtinen         |     |     |     |     |     |     |     | 2   | 8   | 292 | 45  | Ret | 7   | C   | 45     |
| 12   | Marko Salminen         | 115 | 23  | Ret | 53  | 7   | 5   | 4   |     |     |     |     |     |     | C   | 44     |
| 13   | Jonne Halttunen        | 18  | 18  |     | Ret |     | 8   | 6   | 9   | 9   | 16  | 18  | 9   | 12  | C   | 18     |
| 14   | Ola Fløene             | 20  | 8   |     |     |     |     |     |     |     | WD  | 9   | 7   |     | C   | 12     |
| 15   | Paul Nagle             |     |     |     |     |     |     |     |     | 7   |     |     | 8   |     | C   | 10     |
| 16   | Elliott Edmondson      | 7   | 19  |     |     | 15  | 12  | Ret | 42  | Ret | 9   | 10  | 33  | 15  | C   | 9      |
| 17   | Jaime Zapata           |     |     | 6   |     | 12  | 16  | 14  |     |     |     |     |     |     | C   | 8      |
| 18   | Fabian Cretu           |     |     | 7   |     | Ret | 15  |     | 14  |     |     | 13  | 15  | Ret | C   | 6      |
| 19   | Torstein Eriksen       |     | 11  |     |     | 9   | 9   | 24  | 18  |     | 17  |     | 45  | 9   | C   | 6      |
| 20   | Pavel Dresler          |     |     |     |     |     |     | 8   | 10  |     | 11  | 11  |     |     | C   | 5      |
| 21   | Benjamin Boulloud      | 8   |     |     | 49  |     |     |     |     |     |     |     |     |     | C   | 4      |
| 22   | Vincent Landais        |     |     |     | 44  |     |     | 9   | 11  | 14  |     |     | 12  | 17  | C   | 2      |
| 23   | Jonas Andersson        | 12  | 9   |     | Ret |     |     | Ret | 20  |     |     |     | 35  | 16  | C   | 2      |
| 24   | Jacques-Julien Renucci | 9   |     |     |     |     |     |     |     |     | Ret |     |     |     | C   | 2      |
| 25   | Marc Martí             |     |     | 10  | Ret | 10  | 28  |     | Ret |     |     |     |     | 21  | C   | 2      |
| 26   | Yaroslav Fedorov       |     | 15  |     | 12  |     |     | 13  | Ret | 10  | 20  | WD  | 13  | 23  | C   | 1      |
| 27   | Daniel Barritt         | 13  | Ret |     | 14  | 16  | 14  | 21  | Ret | Ret | 10  |     | 14  | 39  | C   | 1      |
| 28   | Benjamin Veillas       |     |     |     |     |     |     |     |     | 13  | 15  |     |     | 10  | C   | 1      |
| 29   | Patrik Barth           |     | 14  |     |     |     |     | 10  | WD  |     |     |     |     |     | C   | 1      |
| 30   | Renaud Jamoul          | 10  | 45  |     | 30  |     |     |     | 36  | 23  | 23  |     | 16  | 32  | C   | 1      |
| 31   | Mikko Markkula         |     | 10  |     |     |     |     |     |     |     |     |     |     |     | C   | 1      |
| 32   | Phil Mills             |     |     |     |     |     |     |     |     |     |     |     | 10  |     | C   | 1      |
| Pos. | Copiloto               | MON | SWE | MEX | FRA | ARG | CHI | POR | ITA | FIN | GER | TUR | GBR | CAT | AUS | Puntos |

| Color     | Resultado                                              |
| Oro       | Ganador                                                |
| Plata     | 2ª plaza                                               |
| Bronce    | 3ª plaza                                               |
| Verde     | Finalizó, en los puntos                                |
| Azul      | Finalizó, sin puntos                                   |
| Violeta   | No terminó (Ret)                                       |
| Negro     | Descalificado (DES)                                    |
| Blanco    | No empezó (DNS)                                        |
| Blanco    | Excluido (EX)                                          |
| Blanco    | Lesionado (LES)                                        |
| Sin color | No participó                                           |
| x1        | Indica posición de la Power stage                      |
| (x)       | Entre paréntesis, puntos no computables para el total. |

### Campeonato Mundial de Rally de la FIA de constructores
| Pos. | Equipo                  | MON | SWE | MEX | FRA | ARG | CHI | POR | ITA | FIN | GER | TUR | GBR | CAT | AUS | Puntos |
| ---- | ----------------------- | --- | --- | --- | --- | --- | --- | --- | --- | --- | --- | --- | --- | --- | --- | ------ |
| 1    | Hyundai Shell Mobis WRT | 2   | 3   | 4   | 1   | 1   | 3   | 2   | 1   | 4   | 3   | 3   | 2   | 1   | C   | 380    |
| 1    | Hyundai Shell Mobis WRT | 4   | 4   | 6   | 4   | 2   | 7   | 7   | 3   | 6   | 4   | 5   | 6   | 3   | C   | 380    |
| 1    | Hyundai Shell Mobis WRT | Ret | NC  | Ret | NC  | NC  | Ret | Ret | NC  | NC  | NC  | NC  | NC  | NC  | C   | 380    |
| 2    | Toyota Gazoo Racing WRT | 3   | 1   | 2   | 6   | 4   | 1   | 1   | 5   | 1   | 1   | 6   | 1   | 2   | C   | 362    |
| 2    | Toyota Gazoo Racing WRT | 5   | 6   | 5   | 8   | 5   | 8   | 6   | 7   | 3   | 2   | 7   | 4   | 4   | C   | 362    |
| 2    | Toyota Gazoo Racing WRT | NC  | NC  | NC  | NC  | NC  | NC  | Ret | NC  | Ret | NC  | NC  | Ret | NC  | C   | 362    |
| 3    | Citroën Total WRT       | 1   | 2   | 1   | 2   | 3   | 2   | 3   | 6   | 2   | 5   | 1   | 3   | 7   | C   | 284    |
| 3    | Citroën Total WRT       | Ret | 8   | 7   | 7   | Ret | 6   | Ret | 8   | 5   | 6   | 2   | 8   | Ret | C   | 284    |
| 4    | M-Sport Ford WRT        | 6   | 5   | 3   | 3   | 6   | 4   | 4   | 2   | 7   | 7   | 4   | 5   | 5   | C   | 218    |
| 4    | M-Sport Ford WRT        | 7   | 7   | Ret | 5   | Ret | 5   | 5   | 4   | Ret | 8   | 8   | 7   | 6   | C   | 218    |
| 4    | M-Sport Ford WRT        | NC  | NC  |     |     |     |     | Ret |     | WD  |     | WD  | Ret |     | C   | 218    |
| Pos. | Equipo                  | MON | SWE | MEX | FRA | ARG | CHI | POR | ITA | FIN | GER | TUR | GBR | CAT | AUS | Puntos |

### WRC 2 Pro
| Pos. | Piloto                  | MON | SWE | MEX | FRA | ARG | CHI | POR | ITA | FIN | GER | TUR | GBR | CAT | AUS | Puntos |
| ---- | ----------------------- | --- | --- | --- | --- | --- | --- | --- | --- | --- | --- | --- | --- | --- | --- | ------ |
| 1    | Kalle Rovanperä         | 2   | 2   |     | Ret |     | 1   | 1   | 1   | 1   | 3   | 3   | 1   | 3   | C   | 206    |
| 2    | Mads Østberg            |     | 1   |     |     | 1   | 2   | 3   | 3   |     | 4   |     | 5   | 1   | C   | 145    |
| 3    | Gus Greensmith          | 1   | 3   |     |     | 2   | 3   |     | 4   | WD  | WD  | 1   | 3   | 4   | C   | 137    |
| 4    | Jan Kopecký             |     |     |     |     |     |     | 2   | 2   |     | 1   | 2   | 2   | 2   | C   | 115    |
| 5    | Łukasz Pieniążek        |     | 4   | 1   | 1   |     |     | 4   |     |     |     |     |     |     | C   | 74     |
| 6    | Eric Camilli            |     |     |     |     |     |     |     |     | 2   | 2   |     |     |     | C   | 36     |
| 7    | Marco Bulacia Wilkinson |     |     |     |     | Ret | 4   |     |     |     |     |     |     |     | C   | 12     |
| 8    | Hayden Paddon           |     |     |     |     |     |     |     |     |     |     |     | 4   |     | C   | 12     |
| 9    | Eerik Pietarinen        |     | Ret |     |     |     |     |     |     | Ret |     |     |     |     | C   | 0      |

### WRC 2
| Pos. | Piloto                  | MON | SWE | MEX | FRA | ARG | CHI | POR | ITA | FIN | GER | TUR | GBR | CAT | AUS | Puntos |
| ---- | ----------------------- | --- | --- | --- | --- | --- | --- | --- | --- | --- | --- | --- | --- | --- | --- | ------ |
| 1.   | Pierre-Louis Loubet     |     |     |     | 10  |     |     | 1   | 1   | 4   |     |     | 2   | 5   | C   | 91     |
| 2.   | Kajetan Kajetanowicz    |     |     |     | 3   | Ret | WD  |     | 2   |     | 3   | 1   | 12  | 3   | C   | 88     |
| 3.   | Benito Guerra           |     |     | 1   |     | 2   | 2   | 6   |     |     |     |     | 7   | Ret | C   | 75     |
| 4.   | Nikolay Gryazin         |     | 5   |     | 2   |     |     | 5   | Ret | 1   | 5   |     |     | 11  | C   | 73     |
| 5.   | Fabio Andolfi           |     |     |     | 1   |     |     |     | 7   |     | Ret | 3   | 5   | 6   | C   | 64     |
| 6.   | Ole Christian Veiby     | 3   | 1   |     | Ret |     |     | Ret | 5   |     |     |     | 11  | 4   | C   | 62     |
| 7.   | Marco Bulacia Wilkinson |     |     | 2   |     |     |     |     | 4   |     |     | 2   | 4   | Ret | C   | 60     |
| 8.   | Takamoto Katsuta        |     | Ret |     | 4   | 5   | 1   | 13  | Ret | Ret |     |     |     |     | C   | 47     |
| 9.   | Henning Solberg         |     | 7   |     |     |     |     | 3   |     | 5   |     | 4   | WD  |     | C   | 43     |
| 10.  | Emil Lindholm           |     | 2   |     |     |     |     |     |     | 7   |     |     |     | 2   | C   | 42     |
| 11.  | Alberto Heller          |     |     | 3   |     | 4   | Ret | 7   |     |     |     |     | 6   | WD  | C   | 41     |
| 12.  | Paulo Nobre             |     |     |     |     | 3   | 7   |     |     | 6   |     | 6   | 8   | Ret | C   | 41     |
| 13.  | Adrien Fourmaux         | 2   |     |     | 9   |     |     |     |     |     | 8   |     | 3   | 13  | C   | 39     |
| 14.  | Johan Kristoffersson    |     | 3   |     |     |     |     |     |     | 3   |     |     |     |     | C   | 30     |
| 15.  | Emil Bergkvist          |     | 4   |     |     |     |     | 2   |     |     |     |     |     |     | C   | 30     |
| 16.  | Rhys Yates              | 4   | 10  |     | 5   |     |     | 15  |     |     | 7   |     | 10  | WD  | C   | 30     |
| 17.  | Simone Tempestini       |     |     |     | 11  |     |     | 10  | 3   |     | 4   |     | WD  | Ret | C   | 28     |
| 18.  | Pedro Heller            |     |     | Ret |     | 1   | 10  |     |     |     |     |     |     |     | C   | 26     |
| 19.  | Yoann Bonato            | 1   |     |     | 12  |     |     |     |     |     |     |     |     |     | C   | 25     |
| 20.  | Fabian Kreim            |     |     |     |     |     |     |     |     |     | 1   |     |     |     | C   | 25     |
| 21.  | Petter Solberg          |     |     |     |     |     |     |     |     |     |     |     | 1   |     | C   | 25     |
| 22.  | Eric Camilli            |     |     |     | Ret |     |     |     |     |     |     |     |     | 1   | C   | 25     |
| 23.  | Guillaume de Mevius     | Ret |     |     | 7   |     |     | 9   | 6   |     | 10  |     | 9   |     | C   | 23     |
| 24.  | Jari Huttunen           |     | Ret |     |     |     |     | Ret |     | 2   |     |     |     |     | C   | 18     |
| 25.  | Marian Griebel          |     |     |     |     |     |     |     |     |     | 2   |     |     |     | C   | 18     |
| 26.  | Alejandro Cancio        |     |     |     |     |     | 3   |     |     |     |     |     |     |     | C   | 15     |
| 27.  | Cristóbal Vidaurre      |     |     |     |     |     | 4   |     |     |     |     |     |     |     | C   | 12     |
| 28.  | Eerik Pietarinen        |     |     |     |     |     |     | 4   |     |     |     |     |     |     | C   | 12     |
| 29.  | Nicolas Ciamin          | 5   |     |     | Ret |     |     |     |     |     | Ret |     |     |     | C   | 10     |
| 30.  | Samuel Israel           |     |     |     |     |     | 5   |     |     |     |     |     |     |     | C   | 10     |
| 31.  | Burak Cukurova          |     |     |     |     |     |     |     |     |     |     | 5   |     |     | C   | 10     |
| 32.  | Manuel Villa            | 6   |     |     |     |     |     |     |     |     |     |     |     |     | C   | 8      |
| 33.  | Eyvind Brynildsen       |     | 6   |     |     |     |     |     |     |     |     |     |     |     | C   | 8      |
| 34.  | Sébastien Bedoret       |     |     |     | 6   |     |     |     |     |     | Ret |     |     |     | C   | 8      |
| 35.  | Vincente Israel         |     |     |     |     |     | 6   |     |     |     |     |     |     |     | C   | 8      |
| 36.  | Dominik Dinkel          |     |     |     |     |     |     |     |     |     | 6   |     |     |     | C   | 8      |
| 37.  | "Pedro"                 | Ret |     |     | 8   |     |     | 16  |     |     | 9   | 9   |     | 12  | C   | 8      |
| 38.  | Bora Manyera            |     |     |     |     |     |     |     |     |     |     | 7   |     |     | C   | 6      |
| 39.  | José Antonio Suárez     |     |     |     |     |     |     |     |     |     |     |     |     | 7   | C   | 6      |
| 40.  | Patrik Flodin           |     | 8   |     |     |     |     |     |     |     |     |     |     |     | C   | 4      |
| 41.  | Eduardo Castro          |     |     |     |     |     | 8   |     |     |     |     |     |     |     | C   | 4      |
| 42.  | Armindo Araújo          |     |     |     |     |     |     | 8   |     |     |     |     |     |     | C   | 4      |
| 42.  | Grégoire Munster        |     |     |     |     |     |     |     |     | 8   |     |     |     |     | C   | 4      |
| 44.  | Diogo Salvi             |     |     |     |     |     |     | Ret |     |     |     | 8   |     |     | C   | 4      |
| 45.  | Mattias Monelius        |     | 9   |     |     |     |     |     |     |     |     |     |     |     | C   | 2      |
| 46.  | Francisco López         |     |     |     |     |     | 9   |     |     |     |     |     |     |     | C   | 2      |
| 47.  | Nil Solans              |     |     |     | Ret |     |     |     | Ret |     |     |     |     | 9   | C   | 2      |
| 48.  | Jan Solans              |     |     |     |     |     |     |     |     |     |     |     |     | 10  | C   | 2      |

### JWRC
| Pos. | Piloto                | SWE | FRA | ITA | FIN  | GBR | Puntos |
| ---- | --------------------- | --- | --- | --- | ---- | --- | ------ |
| 1    | Jan Solans            | 31  | 46  | 112 | 25   | 17  | 151    |
| 2    | Tom Kristensson       | 1   | 23  | 3   | 18   | 2   | 133    |
| 3    | Dennis Rådström       | 812 | 31  | 26  | Ret5 | 910 | 75     |
| 4    | Sean Johnston         | 5   | Ret | Ret | 5    | 3   | 50     |
| 5    | Enrico Oldrati        | 7   | 8   | 9   | 6    | 4   | 44     |
| 6    | Roland Poom           | 2   | 6   |     | 3    | 10  | 43     |
| 7    | Julius Tannert        | 11  | 13  | 6   | Ret1 |     | 37     |
| 8    | Tom Williams          | 4   | 5   | 8   | 10   | 8   | 35     |
| 9    | Fabrizio Zaldívar     | 9   | 10  | 7   | 8    | 5   | 33     |
| 10   | Mārtiņš Sesks         | 63  | Ret | 5   | 92   |     | 25     |
| 11   | Raul Badiu            | 13  | 7   | 4   | Ret  |     | 18     |
| 12   | Ryan Booth            |     |     |     |      | 6   | 16     |
| 13   | Aleksi Röyhkiö        |     |     |     | 4    |     | 12     |
| 14   | Keanna Erickson-Chang |     |     |     |      | 7   | 12     |
| 15   | Nico Knacker          | 12  | 9   | 10  | 7    |     | 9      |
| 16   | Ken Torn              | 102 | Ret |     |      |     | 3      |
| 17   | Sami Pajari           |     |     |     | Ret2 |     | 2      |